# Bro'Town
Bro’Town é um desenho animado que passa no Adult Swim sobre um grupo de amigos que vivem na Nova Zelândia. É um conto de fadas moderno sobre quatro adolescentes de Auckland que crescem entre os perigos da cidade grande. A série narra as desventuras de Vale, Valea, Sione e Mackerel em uma sátira suburbana.